# Peter Skorler
Peter Skorler (auch Petrus Scorler, Peter Skorlerig; † 17. April 1567) war Rektor der Leipziger Universität  und Richter und Bürgermeister in Görlitz.

## Biographie
Im Jahr 1527 war Peter Skorler Rektor der Universität Leipzig. 1532 war er Unterstadtschreiber in Görlitz. Am 13. Januar 1534 befand er sich mit Franz Schneider, Paul Schneider und seinem späteren Schwiegervater Johannes Hass „als Vertreter von Görlitz in der Streitsache der Sechsstädte mit der Landschaft in Prag“.
Zwischen 1539 und 1541 befand sich Skorler mit Johannes Hass und Paul Schneider zu einem Vergleich in Bautzen bei einem Schiedsgericht unter des Landvogts Zdislav Berka v. d. Dubas Vorsitz, wobei eine friedliche Einigung urkundlich besiegelt wurde, nachdem zwei Vögte des Klosters Marienstern und Bernstadt zwei Bauern aus Nieder-Kießdorf (Eigenscher Kreis, Land Görlitz) „wegen Ungehorsams“ gefangen genommen hatten.
1541 wurde er in Görlitz Ratsherr, 1542 Oberstadtschreiber. Er heiratete wohl zur gleichen Zeit Johannes Hass‘ Tochter Katharina und wandte sich 1542 von seinem Ratsamt ab, das er 1544 wieder fortsetzte. Der Görlitzer Rat war eher katholisch geprägt, wie auch die Leipziger Universität, die er als Rektor geleitet hatte. Skorler ließ sich für die reformatorische Glaubensrichtung gewinnen.
Am 6. Januar 1544 zog Peter abermals nach Prag, zu König Ferdinand mit Franz Lindner und Johannes Hass wegen „schwierigen und wichtigen Verhandlungen“. Schwiegervater Johannes Hass erkrankte aufgrund der Kälte auf dieser Reise an Podagra und starb daran wenige Monate darauf.

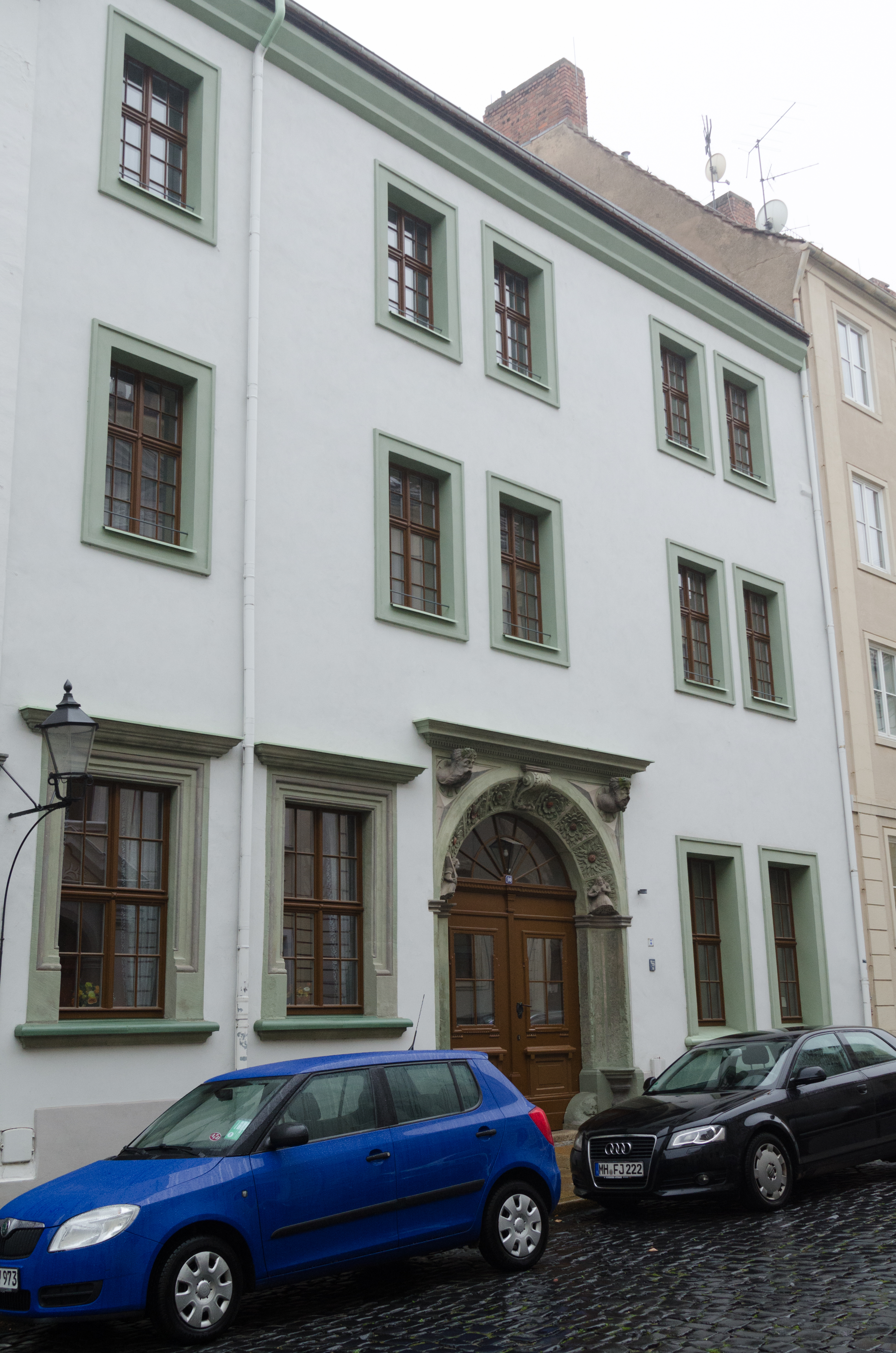
Peterstraße 10

Ab 1550 wohnte Skorler in der Petersgasse 10. 1557 wurde er in Görlitz Richter, bis er 1562 Bürgermeister wurde – wie auch im Jahr 1566. Er starb am 17. April 1567.

## Sohn

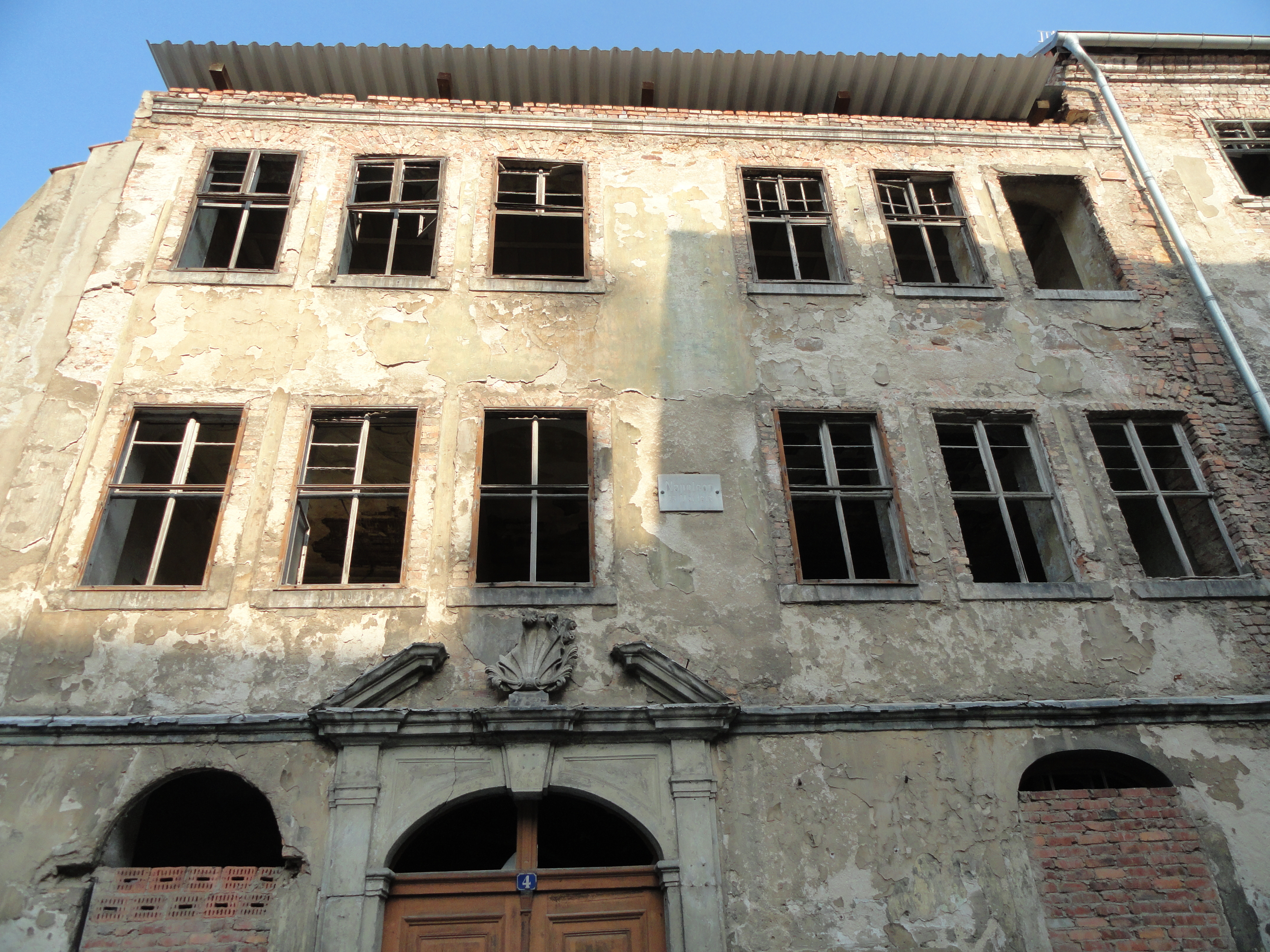
Rosengasse/-straße 4 – seit dem 13. April 1583 Wohnung Peter Skorlers Sohns Sebastian.

Um 1543 wurde in Görlitz Katharinas und Peters Sohn Sebastian geboren, der am 19. Januar 1579 Elisabeth Beyer, Schwester des Peter Beyers, heiratete. Sybille entstammte aus dieser Ehe. Seit 1583 wohnte Sebastian in der Rosengasse 4, 1591 wurde auch er Ratsherr. Am 25. Mai 1598 wurde er von seinen Neffen Elias und Peter Hegenicht ermordet. In seinem inzwischen renovierten Haus in der Rosenstraße übernachtete am 23. Mai 1813 Napoleon, woran auch eine Gedenktafel am Haus erinnert.